# Helmplatten von Torslunda
Die Helmplatten von Torslunda wurden 1870 als eine skandinavische Arbeit des 6. Jahrhunderts auf dem Hof No. 5 von Björnhovda bei Torslunda auf der schwedischen Insel Öland in einer Röse gefunden. Die aus Bronze gegossenen Platten dienten als Matrizen für die Herstellung von dünnen Blechen, die u. a. die Helme von Valsgäde und Vendel in Schweden und Sutton Hoo in England schmückten. Als zeitgenössische Bildquelle geben sie Einblick in die Welt der Epen, Sagen und Zeremonien an germanischen Fürstenhöfen.

Helmplatten von Torslunda
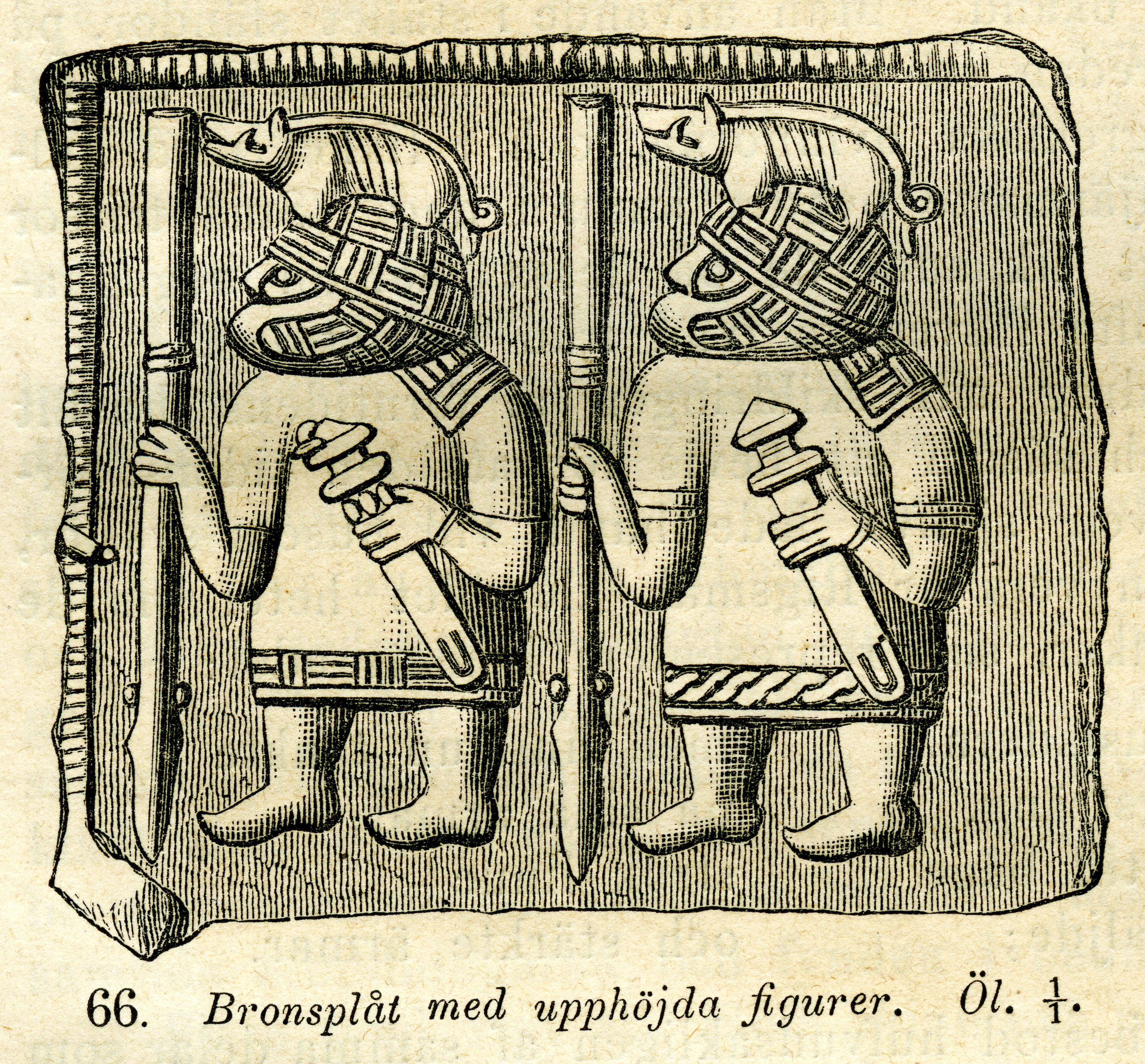
Zeichnung von O. Montelius 1873
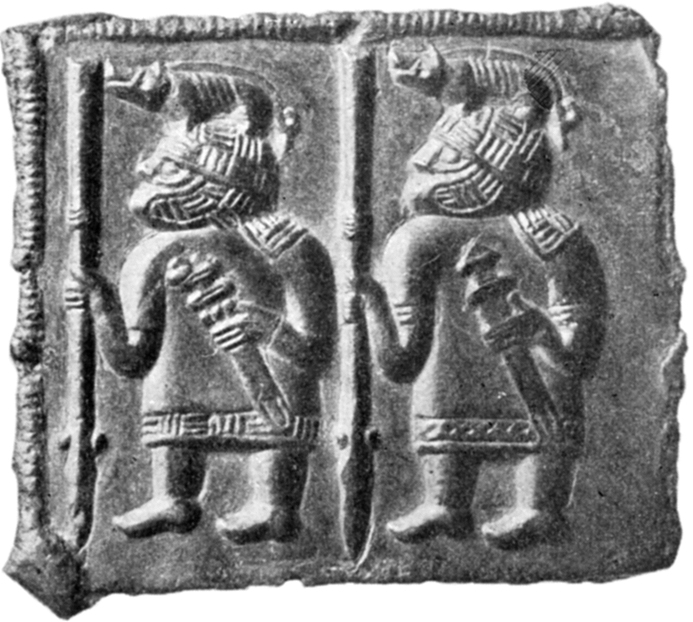
Bronzeplatte 1
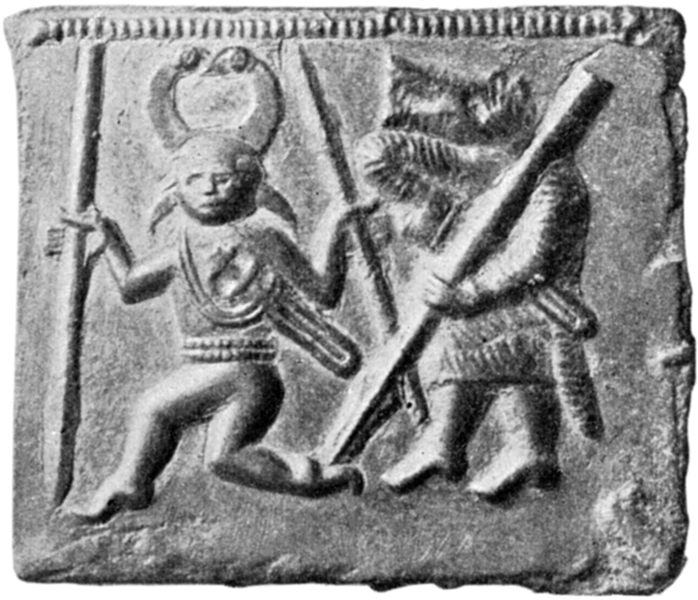
Bronzeplatte 2
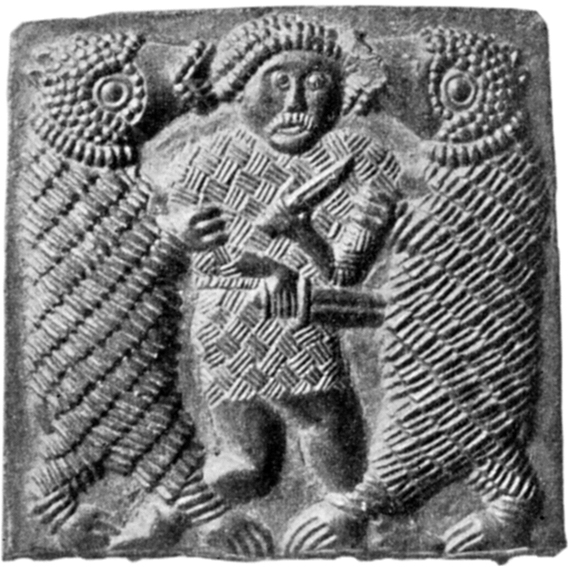
Bronzeplatte 3
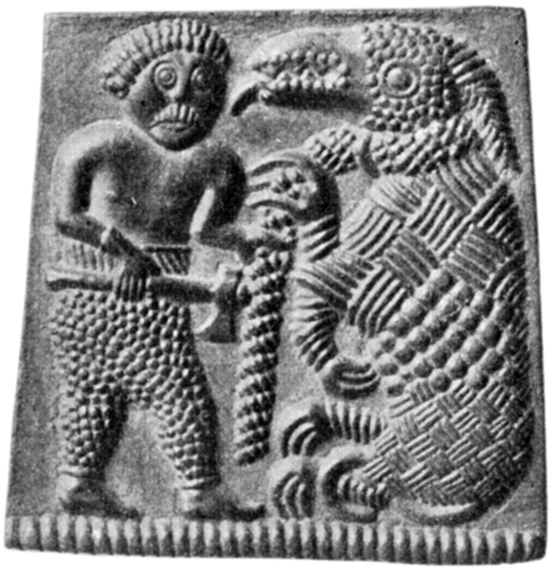
Bronzeplatte 4

Die Helmplatten zeigen einen kultischen Tanz, zu erkennen am Kulthelm des einen und der Wolfsverkleidung des anderen Tänzers. „Wolfshäuter“ standen den Berserkern (wohl als „Bärenhäuter“) nahe. Der Ursprung der Berserker, die sich durch überschäumende Kampfeswut auszeichneten – liegt wohl im kultisch-ekstatischen germanischen Maskenkriegertum. Die Bezeichnung „Odins Krieger“ scheint dies zu bestätigen, da Odin der Gott der kultischen Ekstase ist, deren Anzeichen die Berserkerwut trägt.
Die Helmplatten wurden als Gürtelschnallen gefertigt und mit einem 35 mm breiten, schwarzen Ledergürtel geliefert.
Sie wurden für 16 Kronen von der schwedischen Regierung erworben und gehören heute dem Staatlichen Historischen Museum in Stockholm, wo sie die Inventar-Nr. SHM 4325 tragen. Der Fundplatz hat die RAÄ Nummer Torslunda 139 1.